# Huguette Bokpè Gnacadja
Huguette Bokpè Gnacadja, née le 13 mars 1965, avocate au barreau du Bénin, défenseure des droits des femmes, chevalier de la Légion d’honneur de la France, est une femme politique béninoise. Elle est nommée présidente de l'Institut national de la femme au Bénin depuis le 15 mars 2023,.

## Biographie
Avocate inscrite au barreau du Bénin, Huguette Bokpè Gnacadja est militante dans la promotion et la protection des droits humains. Après avoir occupé le poste de secrétaire exécutive de l'Institut national de la Femme (INF), elle est nommée le 15 mars 2023 présidente de cet institut, succédant ainsi à Claudine Afiavi Prudencio, qui avait été nommée à ce poste le 1er septembre 2021,.

## Parcours en tant que présidente de l'INF
Depuis sa nomination à la tête de la présidence de l'Institut national de la femme (INF), Huguette Bokpè Gnacadja poursuit cette mission en faveur des droits de la femme et des filles. Elle participe en ce sens à des conférences et à des rencontres régionales allant.
Du 9 au 13 décembre 2023, elle est en Côte d'Ivoire pour une mission. Elle prend notamment part à deux rencontres régionales. Il y a d'abord la rencontre dans le cadre du Partenariat de Ouagadougou, qui réunit 9 pays de la sous-région ouest-africaine. Ces pays sont : le Bénin, le Burkina-Faso, la Côte-d'Ivoire, la Guinée, le Mali, la Mauritanie, le Niger, le Sénégal et le Togo. Ce regroupement est né à Ouagadougou en février 2011. Son objectif principal est d'accélérer les progrès de l’utilisation des services de planification familiale.
Elle participe également le 10 décembre 2023 à la première Conférence régionale sur le leadership féminin organisée par le Programme OWLA (Ouagadougou Partnership Women Leadership Accelerator). Cette conférence est une initiative d'Etrilabs. Lors de ce cette conférence, Huguette Bokpè Gnacadja est paneliste.

## Engagements civiques
Huguette Bokpè Gnacadja déclare: 

« J’ai commencé à être avocate, après avocate d’affaires et de là, je suis très rapidement devenue avocate en matière de droit de la famille. Je me suis progressivement orientée vers les droits de l’homme en général, mais j’ai une passion particulière pour les femmes et pour les enfants. J’ai réalisé que je ne pouvais pas non plus tout faire. Donc, je me suis concentrée davantage sur les femmes et les filles »

## Distinctions
Le 15 février 2023, elle est faite chevalier de la Légion d’honneur de la France par Marc Vizy, ambassadeur de France au Bénin,.